# Trachelas bulbosus
Trachelas bulbosus là một loài nhện trong họ Trachelidae.
Loài này thuộc chi Trachelas. Trachelas bulbosus được Frederick Octavius Pickard-Cambridge miêu tả năm 1899.